# At Last!
| Recensione                        | Giudizio      |
| --------------------------------- | ------------- |
| AllMusic                          | [ 2 ]         |
| Pitchfork                         | [ 3 ]         |
| The New Rolling Stone Album Guide | [ 4 ]         |
| Sputnikmusic                      | 5.0 (Classic) |
| Dizionario del Pop-Rock           | [ 6 ]         |
| 24.000 dischi                     | [ 7 ]         |

At Last! è il primo album in studio della cantante statunitense Etta James, pubblicato il 15 novembre 1960 dall'etichetta discografica Argo. L'album è stato inserito alla 119ª posizione dei 500 album migliori di tutti i tempi secondo Rolling Stone.

## Tracce
Lato A
1. Anything to Say You're Mine – 2:35 (Sonny Thompson) – Registrato nel settembre del 1960
2. My Dearest Darling – 3:01 (Eddie Bocage, Paul Gayten) – Registrato nel maggio del 1960
3. Trust in Me – 3:08 (Milton Ager, Jean Schwartz, Ned Weaver) – Registrato nell'ottobre del 1960
4. Sunday Kind of Love – 3:15 (Louis Prima, Barbara Belle, Anita Leonard, Stan Rhodes) – Registrato nell'ottobre del 1960
5. Tough Mary – 2:24 (C. Uto (Lorenzo Manley)) – Registrato nel gennaio del 1960

Lato B
1. I Just Want to Make Love to You – 3:03 (Willie Dixon) – Registrato nel maggio del 1960
2. At Last – 3:00 (Mack Gordon, Harry Warren) – Registrato nell'ottobre del 1960
3. All I Could Do Was Cry – 2:57 (Billy Davis, Gwen Fuqua, Berry Gordy, Jr.) – Registrato nel gennaio del 1960
4. Stormy Weather – 3:07 (Harold Arlen, Ted Koehler) – Registrato nell'ottobre del 1960
5. Girl of My Dreams (Rendered as Boy of My Dreams) – 2:21 (Charles Clapp) – Registrato nel gennaio del 1960

Edizione CD del 1999, pubblicato dalla MCA Records (CHD-12017)
1. Anything to Say You're Mine – 2:37 (Sonny Thompson)
2. My Dearest Darling – 3:05 (Eddie Bocage, Paul Gayten)
3. Trust in Me – 3:01 (Milton Ager, Jean Schwartz, Ned Weaver)
4. Sunday Kind of Love – 3:19 (Louis Prima, Barbara Belle, Anita Leonard, Stan Rhodes)
5. Tough Mary – 2:28 (Lorenzo Manley)
6. I Just Want to Make Love to You – 3:09 (Willie Dixon)
7. At Last – 3:02 (Mack Gordon, Harry Warren)
8. All I Could Do Is Cry – 2:58 (Billy Davis, Gwen Fuqua, Berry Gordy, Jr.)
9. Stormy Weather – 3:11 (Harold Arlen, Ted Koehler)
10. Girl of My Dreams (Rendered as Boy of My Dreams) – 2:25 (Sunny Clapp)
11. My Heart Cries – 2:37 (Etta James, Harvey Fuqua) – Bonus Track - Registrato nel maggio 1960
12. Spoonful – 2:51 (Willie Dixon) – Bonus Track - Registrato nel settembre 1960
13. It's a Crying Shame – 2:55 (Etta James, Harvey Fuqua) – Bonus Track - Previously Unreleased on LP - Registrato nel settembre 1960
14. If I Can't Have You – 2:50 (Etta James, Harvey Fuqua) – Bonus Track - Registrato nel maggio 1960

## Formazione
- Etta James – voce
- Harvey Fuqua – voce (in duetto) (brani: My Heart Cries, Spoonful, It's a Crying Shame e If I Can't Have You)
- Riley Hampton – arrangiamenti, conduttore orchestra
- Riley Hampton Orchestra (membri dell'orchestra non accreditati)
- Leonard Chess e Phil Chess – produttori (originali su LP)
- Andy McKaie – produttore riedizione su CD
- Don Brownstein – design copertina originale album
- Vartan – art direction (riedizione CD)
- Mike Diehl – design (riedizione CD)[12]

## Classifiche
Nel 2012, in seguito alla scomparsa dell'artista, l'album è rientrato in classifica nella Billboard 200.
| Classifica (2012) | Posizione massima |
| ----------------- | ----------------- |
| Stati Uniti       | 96                |